# Corgatha costimacula
Corgatha costimacula là một loài bướm đêm trong họ Erebidae.